# Henry Goverts
 Wilhelm Henry Goverts (* 28. Mai 1892 in Hamburg; † 30. Mai 1988 in Vaduz, Liechtenstein) war ein deutscher Verleger.

## Leben
Goverts stammte aus einer wohlhabenden Hamburger Kaufmannsfamilie, deren männliche Angehörige meist als Assekuranzmakler tätig waren. Er legte 1912 sein Abitur am Lichterfelder Realgymnasium in Berlin ab. Nach der Lehre als Kaufmann in einer Hamburger Export- und Importfirma leistete er seinen Militärdienst als Einjährig-Freiwilliger. In dieser Zeit brach der Erste Weltkrieg aus, in dessen Verlauf Goverts seit Dezember 1916 in Berlin als Adjutant diente. Während der Novemberrevolution von 1918 gehörte Goverts für eine kurze Zeit einem Arbeiter- und Soldatenrat an. Danach war er Regievolontär bei Max Reinhardt.
Goverts studierte seit 1919 Soziologie an Ruprecht-Karls-Universität Heidelberg, wo er einen Freundeskreis fand, dem Carl Zuckmayer, Carlo Mierendorff und Theodor Haubach angehörten. 1924 wurde Goverts über das Volkserziehungsprogramm von John Ruskin bei Alfred Weber promoviert. Für Weber arbeitete er dann als dessen Assistent. 1927 hielt Goverts Vorlesungen an der Universität Hamburg über Das alte und das neue England in Kultur und Kunst. Infolge dieser Vortragstätigkeiten konnte er an der Hamburger Volkshochschule lehren und journalistisch arbeiten. In Hamburg trat er dem Klub vom 3. Oktober bei – einer sozialliberalen Vereinigung, deren Mitglieder überwiegend jüngere SPD- und DDP-Politiker waren.
Nach der NS-Machtübernahme verlor Goverts 1933 wegen seiner politischen Einstellung die lehrenden und journalistischen Tätigkeiten. Im Frühjahr 1934 begannen Henry Goverts und Eugen Claassen in Frankfurt am Main mit den Planungen für die Gründung eines eigenen Verlages. Dort gründeten die beiden Verleger im Dezember 1934 den H. Goverts Verlag mit dem Geschäftssitz in Hamburg. Als erstes Buch erschien im Oktober 1935 der Roman Anna Linde von Editha Klipstein. Die Verleger vermieden es, nationalsozialistische Literatur zu veröffentlichen. Vielmehr konzentrierten sie sich auf Romane, Lyrik, Geistes- und Naturwissenschaften. Vor allem förderte der Verlag junge Autoren wie Emil Barth, Horst Lange, Otto Karsten, Gerhard Hering und H.G. Rexroth. Dieses Programm zeigte auch das Signet: Ein nackter Jüngling trägt eine Amphore.
Außerdem veröffentlichte der Verlag auch Übersetzungen italienischer und US-amerikanischer Literatur. Ein besonderer Erfolg war im Jahr 1937 die deutsche Ausgabe von Margaret Mitchells Vom Winde verweht in der Übersetzung von Martin Beheim-Schwarzbach. 1938 erschien Herman Melvilles Roman Moby Dick in deutscher Sprache. Goverts hielt Kontakte zu emigrierten Schriftstellern, so zum Heidelberger Freund Carl Zuckmayer, und besorgte in seinem Verlag dem entlassenen Rektor der Lichtwarkschule Heinrich Landahl eine Anstellung als Lektor. Beide kannten sich aus dem Klub vom 3. Oktober.

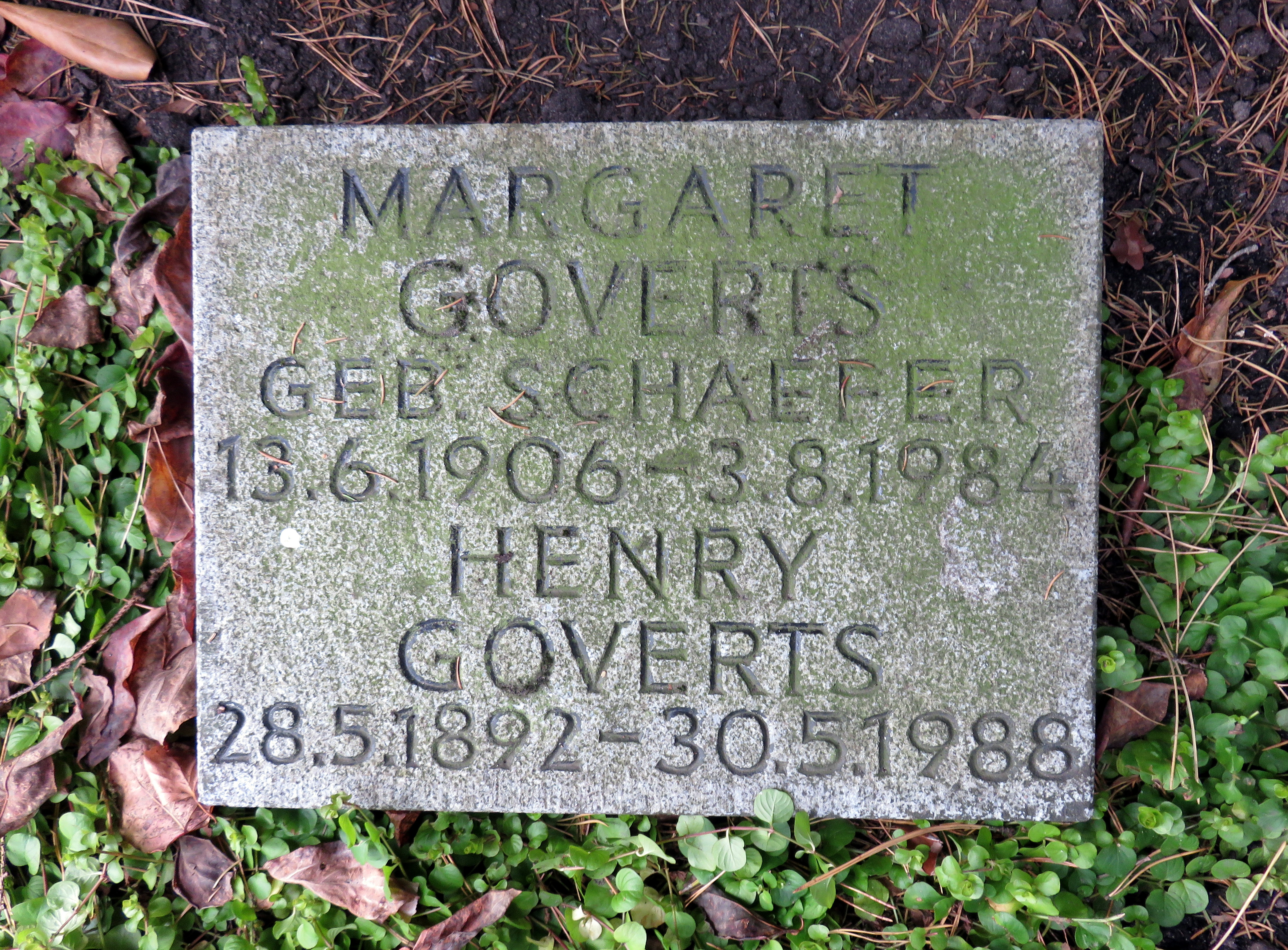
Kissenstein für Henry Goverts auf dem Familiengrab auf dem Friedhof Ohlsdorf

Im März 1945 musste Goverts wegen seiner Verbindungen zur Widerstandsgruppe Kreisauer Kreis nach Vaduz (Liechtenstein) fliehen, wo seine Mutter lebte. Dort blieb er auch nach dem Ende des Zweiten Weltkrieges und war Gründungsmitglied im P.E.N.-Club Liechtenstein.
Nach dem Krieg erhielt Goverts zusammen mit seinem Gesellschaftern von der britischen Besatzungsmacht die Lizenz, den Verlag unter der Firmierung Claassen & Goverts neu zu gründen. 1947 trennte sich Goverts von diesem Verlag, den Eugen Claassen nun unter dem Namen Claassen-Verlag weiterführte. Goverts empfing den Schriftsteller Wolfgang Borchert an der Schweizer Grenze, als dieser per Bahn am 18. September 1947 ab Hamburg zur Erholung nach Davos reisen wollte. Borchert war schon schwer krank, wurde ins Basler St.-Clara-Spital eingeliefert, schrieb weiterhin und starb dort 2 Monate später. Gemeinsam mit Alfred Scherz vom Schweizer Scherz Verlag gründete Goverts 1950 die Niederlassung Scherz & Goverts Verlag GmbH in Stuttgart. Nach dem Tode von Alfred Scherz übernahm Rudolf Streit-Scherz den Verlag. 1957 trennte sich Goverts von Scherz und gründete den Henry Goverts Verlag, den er bis 1964 führte. Den Verlag übernahm dann die Holtzbrinck-Gruppe. Im Goverts Verlag erschienen u. a. Wolfgang Koeppen, Richard Gerlach, Editha Klipstein, Horst Lange und Erich Kuby.
Henry Goverts wurde im Familiengrab Goverts auf dem Ohlsdorfer Friedhof in Hamburg im Planquadrat V24 an der Waldstraße südöstlich vom Nordteich beigesetzt.

## Veröffentlichungen
- Hendrik  Goverts: Der Weg. Frühe Gedichte. Die Dachstube, Darmstadt 1923
- Henry Goverts (Hrsg.): Der Student im Ausland. Heidelberger Berichte zum Universitätsleben der Gegenwart. Hörning, Heidelberg 1930.